# Киндия (регион)
Киндия (на френски: Kindia) е регион в Западна Гвинея. Площта му е 28 873 км2, а населението по данни от март 2014 г. е 1 561 374 души. Урбанизацията е 54 души на км. Граничи със съседната на Гвинея страна Сиера Леоне. Столицата на региона е град Киндия, разположен на около 140 км от столицата на Гвинея Конакри. Град Киндия е третият по големина в Гвинея, по данни от 2006 г. има население от над 180 000 души. Регион Киндия е разделен на 5 префектури – Коя, Дубрека, Форекария, Киндия и Телимеле.